# McLeods døtre
McLeods døtre (original titel: McLeod's Daughters) er en australsk drama- og tv-serie, der blev optaget og sendt fra 2000 til 2008, og den sidste sæson kom på skærmen i 2009. Den startede med at fortælle historien om de to søstre, Claire og Tess, der blev genforenet efter hver især at have arvet halvdelen af Drovers som er en gård der blev drevet af kvinder, der mødes igen efter 20 års adskillelse. Drovers Run ligger 180 km fra den nærmeste landsby, Fisher, og 400 km fra Sydney.
Serien er skabt af Posie Graeme-Evans og Caroline Stanton. Det blev produceret af Millennium Television og havde sin premiere på Nine Network den 8. august 2001, hvor den skulle blive en af de mest succesfulde serier på australsk tv, da den blev mødt med anerkendelse. I første omgang medvirkede Lisa Chappell og Bridie Carter som seriens to hovedpersoner, med Sonia Todd, Jessica Napier, Rachael Carpani, Aaron Jeffery og Myles Pollard i ledende roller. Efter den tredje sæson, tog serien en uventet drejning, da flere af hovedrollerne tog afsked med serien. Efter otte sæsoner og 224 afsnit, blev serien standset, og det sidste afsnit blev sendt den 31. januar 2009. 
Seriens rødder daterer tilbage til de tidlige halvfemsere, da Graeme-Evans fik en idé om at skabe en tv-serie, der foregik i det landlige Australien med kvinder i hovedrollerne. En tv-film blev produceret og sent den 11. maj 1996, og var ekstremt succesfuld og er stadig den mest succesrige tv-film i australsk historie. Det var planlagt, at serien skulle følge hurtigt efter filmen, men dette slog fejl, da Nine Network nægtede at producere den. Til sidst blev den produceret i år 2000.
Serien blev en øjeblikkelig succes i Australien, med et gennemsnit på 1,51 million seere henover dens første sæson og fortsatte med at tiltrække høje seertal, indtil den toppede under dens fjerde sæson, med gennemsnitligt 1,52 million seere. Selvom seertallet langsomt faldt, forblev den nogenlunde succesfuld. Seertallene faldt drastisk under dens syvende sæson, og det blev til sidst offentliggjort, at serien ville blive aflyst efter den ottende sæson, som kun tiltrak 630.000 seere. Serien blev solgt internationalt via Southern Star til mange lande rundt om i verden, hvor den har opnået stor popularitet og udviklet en fanbase i USA, Canada, Irland, samt flere europæiske lande. Serie har været nomineret til 41 Logie Awards, vundet 8 inklusive Most Popular Actress, Most Popular Actor og Most Popular Australian Drama Series. Foruden Logie Award-nomineringerne, har serien modtaget en APRA Award for sin musik.
Igennem hele seriens forløb, er musikken blevet komponeret af Chris Harriot og Alastair Ford. Soundtracket blev skrevet af Graeme-Evans og Harriot, med australske singer-songwriter Rebecca Lavelle som vokal.

## Plot
Jack McLeod dør af et hjerteanfald og efterlader den gældsplagede familieejendom, Drovers Run, til sine to døtre, Claire, som Jack fik sammen med sin første kone Prudence, der døde under fødslen af deres andet barn, Adam som var dødfødt, og Tess, som Jack fik sammen med Ruth Silverman. De to piger voksede sammen op de første fem år, men efter Tess' forældre blev skilt, tog Ruth hende med til byen.
Tess, der nyligt havde mistet sin mor til brystkræft, håbede at få penge ud af sin andel af gården, og dermed åbne en café i byen, men bliver slemt skuffet, da hun opdager gælden, og sin søsters åbenlyse modvilje mod hende. Det går heller ikke bedre, da Claire fyrer alle mændene, og vælger at driver gården med hjælp fra husholdersken og kokken Meg Fountain, hendes datter Jodi, og den lokale pige, Becky.

### McLeodfamilien
| Skuespiller                 | Figur                 | Første optræden | Sidste optræden |
| --------------------------- | --------------------- | --------------- | --------------- |
| Lisa Chappell               | Claire McLeod         | 2001            | 2003            |
| Bridie Carter               | Tess Silverman McLeod | 2001            | 2006            |
| Rachael Carpani             | Jodi Fountain McLeod  | 2001            | 2009            |
| Anna Torv & Edwina Ritchard | Jaz McLeod            | 2004            | 2009            |
| Zoe Naylor                  | Regan McLeod          | 2005            | 2009            |
| Abi Tucker                  | Grace McLeod          | 2007            | 2009            |

## Seriens historie
Posie Graeme-Evans fik ideen med at lave McLeod's Daughters, tidligt i 1990'erne om at lave en serie der skulle foregå på en australsk gård, drevet af to halvsøstre, der arvede den efter deres far, kun med hjælp fra kvinder. Hun fik ideen fra nogle venner der voksede op på landet, og fra hendes kærlighed til det sydaustralske landskab.
Graeme-Evans fandt ideen frem fra igen til tv-kanelen Nine Network, der indvilgede i at lave en film i 1996 med Jack Thompson, som Jack McLeod, Kym Wilson som Tess og Tammy MacIntosh som Claire. Efter succesen med filmen indvilligede Nine Network derefter i at lave en tv-serie i 22 afsnit sendt i 2000. Den første sæson af tv-serien viste sig at være et kæmpe hit blandt andet i USA og Australien.
Den anden sæson viste sig at blive et lige så stort hit, da den blev det tredje mest sete dramaserie på australsk tv. I 2003 blev den den mest sete i Australien. Lisa Chappell, der spillede den ældste søster Claire McLeod, forlod serien i oktober 2003 for at forfølge sin anden drøm som var en sang karriere. Hendes rolle blev dræbt i episode 72; ”My Noon, my Midnight”.
Populariteten på programmet nåede højdepunktet, da showet vandt 4 Logies, inklusiv Lisa Chappell for mest populære skuespillerinde og Aaron Jeffrey for bedste skuespiller, og serien for bedste australske dramaserie.
Rachael Carpani forlod serien i 2007, hvilket betød at der kun var én skuespiller, som havde været med fra starten, tilbage nemlig Aaron Jeffery (der forlod i 2008).  2007 var også året hvor mange seere forlod serien, da historien kørte over i den anden grøft.  Aaron Jeffrey udtalte til The Daily Telegraph, at hans behov for at forlade serien, kom efter den ændrede retning, og den kunne han ikke lide”.
Den sidste sæson blev optaget i 2008.

## Hovedroller
| Skuespiller                 | Rolle                    | Antal afsnit | Fast sæson          | Gæsteoptræden |
| --------------------------- | ------------------------ | ------------ | ------------------- | ------------- |
| Lisa Chappell               | Claire McLeod            | 74           | 1, 2, 3             | NA            |
| Bridie Carter               | Tess Silverman McLeod    | 135          | 1, 2, 3, 4, 5, 6    | NA            |
| Rachael Carpani             | Jodi Fountain McLeod     | 180          | 1, 2, 3, 4, 5, 6, 7 | 8             |
| Jessica Napier              | Becky Howard             | 70           | 1, 2, 3             | NA            |
| Aaron Jeffery               | Alex Ryan                | 202          | 1, 2, 3, 4, 5, 6, 7 | 8             |
| Myles Pollard               | Nick Ryan                | 124          | 1, 2, 3, 4, 5       | 6             |
| Sonia Todd                  | Meg Fountain Dodge       | 106          | 1, 2, 3, 4, 5       | 6, 7, 8       |
| Simmone Jade Mackinnon      | Stevie Hall              | 153          | 3, 4, 5, 6, 7, 8    | NA            |
| Brett Tucker                | Dave Brewer              | 98           | 4, 5, 6             | 3             |
| Michala Banas               | Kate Manfredi            | 117          | 4, 5, 6, 7, 8       | NA            |
| Doris Younane               | Moira Doyle              | 94           | 6, 7, 8             | 1, 2, 4, 5    |
| Zoe Naylor                  | Regan McLeod             | 53           | 6, 7                | 5, 8          |
| Jonny Pasvolsky             | Rob Shelton/Matt Bosnich | 36           | 5, 6                | 7             |
| Luke Jacobz                 | Patrick Brewer           | 78           | 6, 7, 8             | 5             |
| Dustin Clare                | Riley Ward               | 49           | 6, 7                | 8             |
| Gillian Alexy               | Tayler Geddes            | 54           | 7, 8                | 6             |
| Matt Passmore               | Marcus Turner            | 53           | 7, 8                | NA            |
| Abi Tucker                  | Grace McLeod             | 45           | 7, 8                | NA            |
| Anna Torv & Edwina Ritchard | Jaz McLeod               | 17           | 8                   | 4             |
| John Schwarz                | Ben Hall                 | 15           | 8                   | NA            |

- ↑ I 2007 vender Sonia Todd tilbage i sin rolle som Meg Fountain Dodge i to afsnit. Meg vender også tilbage i sæson ottes sidste afsnit.
- ↑ Året hvor Moiras første gang optrådte, var da hun havde en gæsterolle.
- ↑ Året for Taylers første optræden var da hun gæsteoptrådte
- ↑ Året, man første gang ser Marcus, er det år, Matt Passmore optræder i serien, ikke som rollen.
- ↑ Jasmine McLeod blev spillet af Anna Torv i 2004 i 2 afsnit, og senere af Edwina Ritchard der tog over i 2008 da Jasmine vender tilbage.
- ↑ Rachael Carpani vender tilbage i den sidste episode, som sin tidligere rolle som Jodi Fountain McLeod.

### Tilbagevendende figurer
| Skuespiller                            | Rolle                     | Status            |
| -------------------------------------- | ------------------------- | ----------------- |
| Marshall Napier                        | Harry Ryan/Carl Wetherdon | 2001 - 2006       |
| John Jarratt                           | Terry Dodge               | 2001 - 2006       |
| Fletcher Humphrys                      | Brett "Brick" Buchanan    | 2001 - 2003       |
| Henry Nixon                            | Shearer/Greg Dawson       | 2001, 2005, 2006  |
| Rodger Corser                          | Peter Johnson             | 2001 - 2004       |
| Ben Mortley                            | Alberto Borele            | 2001, 2002 - 2003 |
| Kathryn Hartmman                       | Sally Clemments           | 2002 - 2005       |
| Stelios Yiakmis                        | Sergeant Frank Da Costa   | 2002              |
| Charlie Clausen                        | Jake Harrison             | 2002 - 2003       |
| Richard Healy                          | Kevin Fountain            | 2002, 2003, 2006  |
| Inge Hornstra                          | Sandra Kinsella Ryan      | 2002 - 2006       |
| Reece Horner                           | Nat                       | 2003 - 2008       |
| Peter Stefanou                         | Vince Lavise              | 2003              |
| Jovita Lee Shaw                        | Kylie Buchanan            | 2003              |
| John Stanton                           | Bryce Redstaff            | 2003 - 2007       |
| Carmel Johnson                         | Beth Martin               | 2003 - 2009       |
| Brooke, Kaitlyn og Tahlia Stacey-Clark | Charlotte McLeod          | 2004 - 2006, 2009 |
| Harold Hopkins                         | Ken Logan                 | 2004              |
| Susan Godfrey                          | Jennifer Logan            | 2004              |
| Tasma Walton                           | Tracy Morrison            | 2004              |
| Grant Bowler                           | Jared Wuchowski           | 2004              |
| Glenda Linscott                        | Celia Rivers              | 2004              |
| Craig McLachlan                        | Kane Morgan               | 2004              |
| Basia A'Hern                           | Rose Hall-Smith           | 2004 - 2009       |
| Dean O'Gorman                          | Luke Morgan               | 2004 - 2005       |
| Anna Torv                              | Jasmine McLeod            | 2004              |
| Josef Bur                              | Hugh McLeod               | 2004, 2005, 2007  |
| Rhys Muldoon                           | Jeremy Quaid              | 2005              |
| Jeremy Sims                            | Will Hamilton             | 2005              |
| Sonja Tallis                           | Alessa Manfredi           | 2005              |
| Tara Morice                            | Michelle Hall - Smith     | 2005              |
| Sophie Cleary                          | Catrina Bradfield         | 2005, 2006        |
| John Atkinson                          | Roger McIvor              | 2005, 2006, 2007  |
| Matt Passmore                          | Greg Hope                 | 2006              |
| Michelle Langstone                     | Fiona Webb Ryan           | 2006              |
| Peter Hardy                            | Phil Rakich               | 2006 - 2009       |
| Damien Richardson                      | Tom Braiden               | 2006              |
| Daniel Feuerriegel                     | Leo Coombes               | 2006              |
| Joe Petruzzi                           | Sgt. Tony Rablsi          | 2006              |
| Andrew.S.Gilbert                       | Joel Sanderson            | 2006              |
| Alicya Debnam Carey                    | Chloe Sanderson           | 2006              |
| Robert Coleby                          | Howard Webb               | 2006              |
| Steve Vidler                           | Hugh Doyle                | 2006              |
| Rebecca Lavelle                        | Bindy Martin              | 2006              |
| Sullivan Stapleton                     | Drew Cornwell             | 2006              |
| Sonia Todd                             | Meg Fountain Dodge        | 2007, 2009        |
| Samantha Tolj                          | Heather Richardson        | 2007              |
| Liam Hemsworth                         | Damon                     | 2007              |
| Callan Mulvey                          | Mitch Wahlberg            | 2007              |
| Jay Laga'aia                           | Gabe                      | 2007              |
| Wendy Bos                              | Karen Aitken              | 2007              |
| Sam Healy                              | Ashleigh Redstaff         | 2007              |
| Rachael Coopes                         | Ingrid Marr               | 2007 - 2009       |
| Scott Lowe                             | Jim Selkirk               | 2007 - 2008       |
| Sandy Winton                           | Heath Barrett             | 2007              |
| Anita Hegh                             | Sharon Buckingham         | 2008              |
| Zoe Naylor                             | Regan McLeod              | 2008 - 2009       |
| Martin Lynes                           | Frank Edwards             | 2008              |
| Alex Cook                              | Lily Edwards              | 2008              |
| Gus Murray                             | Father Dan                | 2008              |
| Ashton & Tate Hutchins                 | Xander Ryan               | 2008 - 2009       |

## Overblik over sæsonerne og deres problematikker
Den første sæson fik premiere i august 2001 og sluttede i marts 2002.
De væsentligste problematikker:
- Genforeningen af Claire og Tess
- Meg og Terrys forbudte romance
- Beckys voldtægt og efterfølgende graviditetsforskrækkelse
- Tess' drøm om at eje sin egen café
- Mystikken bag Nicks halten
- Jodi og Albertos forelskelse

Den anden sæson fik premiere i marts 2002 og sluttede i oktober 2002.
De væsentligste problematikker:
- Claire og Peters forelskelse

- Ankomsten af Jodis far
- Tess der forlader gården for at åbne sin egen café
- Alberto der vender tilbage fra Italien
- Sandras ankomst
- Alex og Nicks forgabelse i Tess
- Claires graviditet

Den tredje sæson havde premiere i februar 2003 og sluttede i oktober 2003.
De originale kvindelige hovedroller (Tess tv - Claire th)
De væsentligste problematikker:
- Alex og Claires seksuelle kemi
- Jodi og Albertos ægteskab og efterfølgende annullering af samme
- Den seksuelle kemi mellem Nick og Tess
- Fødslen af Claires datter, Charlotte
- Dave og Tess' forhold
- Sandras indblanding og romance med Alex
- Beckys afsked
- Stevie Halls ankomst
- Claires biluheld og død
- Tess' påbud om at drive Drovers alene

Den fjerde sæson havde premiere i februar 2004 og sluttede i november 2004.
De væsentligste problematikker:
- Stevies forfremmelse til medejer
- Nick og Tess' forhold og eventuelle ægteskab
- Forældremyndighedskampen om Charlotte
- Megs beslutning om at forlade Drovers
- Kate Manfredis ankomst
- Sandras graviditet og efterfølgende spontane abort
- Jodis forhold til Luke
- Den korte ankomst af kusine Jasmine
- Fødslen af Sally og Nicks søn Harrison

Den femte sæson havde premiere i februar 2005 og sluttede i november 2005.
De væsentligste problematikker:
- Misfornøjelsen og eventuelle forsoning i Tess og Nicks ægteskab
- Regan McLeods ankomst og hendes planer for Drovers
- Stevie og Alex voksende kærlighed for hinanden
- Introduktionen til den mystiske medarbejder Rob Shelton
- Megs bogudgivelse
- Stevies beslutning om at fortælle Rose sandheden
- Ankomsten af Daves mentalt ustabile lille bror Patrick
- Nicks formodede død
- Jodis opdagelse om sin far

Den sjette sæson fik premiere i februar 2006 og sluttede i november 2006.
De væsentligste problematikker:
- Opdagelsen af Robs hemmelighed
- Harrys mord og politiefterforskningen deraf
- Kærlighedtrekanten mellem Stevie, Alex og Fiona
- Nicks ankomst og afsked med Tess
- Meg og Terrys forlovelse og bryllup
- Regans tilbagevendelse
- Ankomsten af Riley Ward
- Et hotel i Freeling, brugt som kulisse i McLeods Døtre  Dave og Kates afsked

Den syvende sæson havde premiere i februar 2007 og sluttede i oktober 2007.
De væsentligste problematikker:
- Rob/Matts tilbagevenden og hans og Jodis formodede død
- Moira og Phils forhold
- Regans afsked
- Alex og Stevies forlovelse og bryllup
- Introduktionen til Grace McLeod og Marcus Turner
- Kate vender tilbage og udvikler følelser for Riley
- Ashleighs ankomst og bedrag
- Roses styrt og paralysering
- Tayler og Patricks voksende venskab
- Stevies graviditet

Den ottende og sidste sæson havde premiere i juli 2008 og sluttede i januar 2009.
De væsentligste problematikker:
- Kates afsked
- Alexs tilbagevenden og tragiske død
- Fødslen af Stevie og Alex søn
- Kærlighedstrekanten mellem Grace, Marcus og Ingrid
- Jaz McLeod kommer tilbage
- Introduktion til Ben Hall
- Ben og Jaz' forhold
- Ankomsten af Ingrids voldelige ægtemand
- Phils musical om Moiras liv
- Drovers Runs finansielle krise

## Lokation
- Drovers Run – På Drovers Run forgår selve historien. Den har været i McLeods eje i århundrede. Der er gået videre fra far til søn, og fra far til datter da Claire McLeod og Tess Silverman McLeod arver den. Derefter kom Jodi Fountain McLeod]og Grace McLeod]som ejer af den, med hjælp fra skiftevis Stevie Hall Ryan og Regan McLeod.

- Killarney – Killarney er også kendt som ”The Ryan Empire”. I starten af serien ejer Harry Ryan ejendommen, men da han bliver ældre overtager hans sønner Alex og Nick den. Nick rejser senere væk for at drive en gård i Argentina, mens Alex styrer Killarney et par år alene indtil hans biologiske far og halvbror bliver medejere af gården på grund af Alex’ økonomiske problemer. De senere år driver og ejer Alex og Marcus Killarney, selvom Alex bruger mere og mere tid i Argentina, og da han bliver dræbt overtager Marcus gården.

- Wilgul – Wilgul er den gård som Nick køber i trods, da han finder ud af at han ikke arver Killarney, som Harry lovede. Den har i starten brug for meget reparation, da den er forfaldet, og Nick arbejder på den med liv og sjæl. Alex bor der en overgang, og bliver medejer på et tidspunkt. Efter Harrys hjerteanfald flytter både Nick og Alex tilbage til Killarney.

- Kinsellas – Kinsellas er en lokal gård der ejes af Sandra Kinsella fra 2003 – 2006. Navnet bliver ændret da Heath Barret køber gården.

- Den Lokale Pub – Den Lokale Pub er det sted, hvor alle går hen for enten at drikke efter det hårde arbejde, eller feste ved specielle lejligheder. Becky arbejdede der i 2001 indtil hun blev fyret efter voldtægten, Jodi arbejdede der kort i 2005 og Tayler fik også arbejde der i kort tid i 2007. Pubben er stort set den eneste i Gungellan.

- The Truck Stop – The Truck Stop er hvor alle fra byen køber deres reservedele, og tanker hvis de mangler benzin. Den blev først ejet af Harry Ryan, derefter af Terry Dodge, senere Moira Doyle & Regan McLeod. Den nuværende ejer er Phill Rakich.

- The Town Hall – I The Town Hall bliver de store begivenheder bliver afholdt, som for eksempel Miss Gungellan, skuespil, striptease.

- Fisher – Gungellans tætteste store by.

## Afsnit
Den første og anden sæson indeholder begge 22 afsnit hver. Den tredje sæson var med 30 afsnit, hvilket sammenlagt gav 74 afsnit. De næste tre sæsoner havde alle 32 afsnit. Den syvende sæson tabte mange seere, da historien var blevet meget dårligere, og serien mistede mange af de kendte personer. Produktionen forsatte dog fordi, man håbede, at seerne kom tilbage, men ved den ottende sæson måtte man se i øjnene, at det ikke kunne forsætte og seerne ikke kom tilbage, og en officiel meddelelse blev udsendt om at ottende sæson blev den sidste. Der blev indspillet 224 afsnit i alt.
| Sæson | Sæson   | Afsnit | Oprindeligt sendt | Udgivet i Danmark | Diske |
| ----- | ------- | ------ | ----------------- | ----------------- | ----- |
|       | Sæson 1 | 22     | 2001 - 2002       | 1. februar 2007   | 8     |
|       | Sæson 2 | 22     | 2002              | 15. august 2007   | 8     |
|       | Sæson 3 | 30     | 2003              | 15. januar 2008   | 8     |
|       | Sæson 4 | 32     | 2004              | 8. april 2008     | 7     |
|       | Sæson 5 | 32     | 2005              | 17. juni 2008     | 7     |
|       | Sæson 6 | 32     | 2006              | 22. oktober 2008  | 7     |
|       | Sæson 7 | 32     | 2007              | 20. februar 2009  | 7     |
|       | Sæson 8 | 22     | 2008 - 2009       | 20. oktober 2009  | 6     |

## Priser
McLeod's Daughters har været nomineret et utal af gange, og har også vundet. F.eks. vandt Lisa Chappell for mest populære nye kvindelige talent i 2002 og Aaron Jefferyhar været nomineret som populæreste skuespiller i 2004. McLeod's Daughters blev nomineret til 2 awards i 2008, blandt andre som mest populære australske dram og Simmone Jade Mackinnon blev nomineret som mest populære skuespillerinde. Men i alt har serien og dens skuespiller vundet:
- Lisa Chappell i kategorien:” Most Popular New Talent Female” i 2002.
- I 2004 vandt Lisa Chappell og Aaron Jeffrey i henholdsvis kategorierne ” Most Popular Actress” og ”Most Popular Actor”. Derudover vandt serien også 2 gange i ”Most Popular Australian Program” og ”Most Popular Australian Drama Series”.
- McLeods Daughters vandt også i 2005 en award i kategorien: ” Most Popular Australian Drama Series”.
- Aaron Jeffery og Dustin Clare vandt i 2007 awards for deres rolle i MD, i henholdsvis kategortierne: Most Popular Actor og Most Popular New Male Talent.

I alt var serien og skuespillerne nomineret 41 gange, og i alt fik de trukket 8 priser hjem. 